# Tetragnatha notophilla
Tetragnatha notophilla är en spindelart som beskrevs av Boeris 1889. Tetragnatha notophilla ingår i släktet sträckkäkspindlar, och familjen käkspindlar.
Artens utbredningsområde är Peru. Inga underarter finns listade i Catalogue of Life.